# 검은 집
《검은 집》(일본어: 黒い家)은 일본의 소설가 기시 유스케의 공포 소설이다. 1997년 일본 공포 소설 대상 대상을 수상했다. 가도카와 쇼텐에 의해 출간되었고, 이듬해인 1998년 가도카와 호러 문고를 통해 문고판으로도 출간되었다. 한국에서는 창해가 2004년 8월 정식으로 번역 출간했다.
싸이코패스라는 소재를 활용한 소설은 1999년 일본에서, 2007년 한국에서 영화로 만들어졌다.

## 서지정보

### 일본어판
- 《黒い家》, 단행본. 1997년 6월, 가도카와 쇼텐. ISBN 4048730568.
- 《黒い家》, 문고판. 1998년 12월, 가도카와 호러 문고. ISBN 4041979021.
- 《검은 집》, 2004년 8월, 창해. 이선희 옮김. ISBN 8979196180.